# アーバンドック ららぽーと豊洲
アーバンドック ららぽーと豊洲（アーバンドック ららぽーととよす）は、東京都江東区豊洲二丁目に立地する三井不動産商業マネジメント運営のショッピングセンター。2006年10月5日に開業した。

## 概要
東京都江東区豊洲2丁目区画整理事業の一環として、2003年3月に閉鎖となった旧石川島播磨重工業（現・IHI）東京第一工場跡地であるアーバンドック内に建設された。超高層マンションのパークシティ豊洲とは地下連絡通路で繋がっている。
本施設は造船ドック跡地を取り囲むように配された「4艘の船」をモチーフに、海辺のリゾート的な非日常感を味わえるよう構想された。施設内部の店舗をつなぐメインモールは3層吹き抜けとトップライトによって、来訪者は館内に居ながら、明るく開放的な印象を持つよう設計されている。
テナントは、本施設周辺に多数建設されたマンションに居住するファミリー層の来訪意欲を刺激するような構成とし、体験型施設のキッザニア東京やILIOによる都内最大規模のドッグラン&ペットカフェのほか、日本最大級のスクリーンサイズのシアターを持つ12スクリーンのシネマコンプレックスのユナイテッド・シネマなどが入った。また、ANNEX棟の1階には伊豆半島を地盤とするスーパーであるフードストアあおきが出店している。
19世紀にイギリスで製作された「ビショップアンドサン」社のパイプオルガンがアトリウムに設置され、連日オルガン奏者による演奏が行われていたが、2011年4月をもって撤去された。
2012年10月から翌年3月にかけて、東京湾岸部で大規模商業施設の開業が相次ぎ、競争が激化していることを踏まえ、新規出店が全体の約1/4を占める大規模リニューアルを三井不動産が実施している。
本施設の大部分の土地（約5万7000平方メートル）は、2016年3月末、IHIの最終損益が7年ぶりの赤字となることを受け、同社から三井不動産に約200億円で売却されている。
2020年には隣接する再開発エリア「豊洲ベイサイドクロス」が開業するのにあわせ、同エリアの中核となる「豊洲ベイサイドクロスタワー」の地下1階から地上4階までのフロアを「ららぽーと豊洲3」として開業、36店舗が新規出店した。同時に既存の本館を「ららぽーと豊洲1」、ANNEX館を「ららぽーと豊洲2」に名称変更するとともに開業以来最大規模となる70店舗のリニューアルも実施した。これにより総店舗数は214店舗となるほか、ららぽーと豊洲1と豊洲3は連絡デッキで接続、豊洲駅とは東京メトロ有楽町線からはベイサイドクロスと地下で直結、ゆりかもめ東京臨海新交通臨海線からは連絡デッキで豊洲シビックセンターを経由してベイサイドクロスと直結した。当初はリニューアル部分を3月18日より順次開業し、4月24日にベイサイドクロス開業と同時に全面オープンする予定だったが、新型コロナウイルスの感染拡大とそれに伴う緊急事態宣言の発令、東京都からの営業自粛要請を受け、4月8日よりスーパー・医療施設・薬局等一部のみ営業し、それ以外については休館・開業延期となった。後に緊急事態宣言の解除や自粛要請の緩和措置を受けて、5月29日にららぽーと豊洲1・2の営業再開・リニューアルオープンを行い、6月1日よりららぽーと豊洲3を開業した。

## 主要テナント
出典：
- フードストアあおき
- アプレシオ
- アミュージアム（アミューズメント施設）
- ユナイテッド・シネマ（シネマコンプレックス）
- ハンズ
- ノジマ
- HMV
- キッザニア東京
- ドゥ・スポーツプラザ
- ユニクロ
- GAP
- ILIO（ペットショップ）
- ドッグラン&ペットカフェ
- サンマルク
- スターバックス
- ダイソー
- ファイブフォックス（コムサスタイル）
- ケニーズハウスカフェ
- トイザらス
- アカチャンホンポ
- コメダ珈琲店
- 有隣堂
- ピンクラテ
- ABCマート
- 四谷大塚（学習塾）
- ウエルシア薬局
- ZARA
- RHC ロンハーマン
- 無印良品
- スーパースポーツゼビオ
- Francfranc

### 閉店店舗
- SAGAMI
- ラオックスアソビットシティ
- 東明館手相占い
- TOKYO AFTERSHOP（文化教室・コミュニティサロン）
- ライトオン
- 丸井系列店（マルイモデル、レッドシューズ、in The ROOM等）
- 平木浮世絵美術館 UKIYO-e TOKYO
- ダニエル・オストガーデン
- TOKYO jaja（インターネット放送スタジオ、テレビ朝日アスク制作協力）
- 文教堂ホビー
- 紀伊國屋書店
- 鶴橋風月

## ユナイテッド・シネマ豊洲
ユナイテッド・シネマ豊洲（ユナイテッド・シネマとよす）は、ららぽーと豊洲3階にあるローソン・ユナイテッドシネマが運営する1,756席のシネマコンプレックスである。「オーシャンスクリーン」という愛称が付けられたスクリーン10は、縦9.3m×横22.6mでIMAXスクリーンを除くとTOHOシネマズ海老名に次いで日本で2番目に、IMAXスクリーンを含めると日本で6番目に大きいスクリーンである。スクリーン7に4DXを導入。
海側に面した区画にはカフェ&バーラウンジ「Breathe Cafe」が設けられており、店内での飲食やコンセッション同様に館内に持ち込める飲食物の購入ができるほか、プレミア・ペアシート購入者のための専用ラウンジも用意されている。
2021年までは通常のCLUB-SPICEとは別に当館専用のメンバーズサービス「ユナイテッド・シネマ豊洲 プレミアメンバーズ」が各年人数限定で募集、会員には前述のBreatheの専用ラウンジの利用や鑑賞チケットのプレゼント、ソフトドリンク1杯サービスやポップコーン食べ放題などの特典が得られた。

### 沿革
- 2006年（平成18年）10月5日 - ららぽーと豊洲3階に開業。豊洲方面としては1956年から1975年まで19年間営業していた「豊洲ミリオン座」[注 1]以来、31年ぶりの映画館復活となる。オープン記念作品として加藤ローサ主演の『いちばんきれいな水』が同月7日より封切られ、初日舞台挨拶には加藤と菅野莉央が登壇した[11]。
- 2014年（平成21年）
  - 5月20日 - 劇団ひとり原作・監督による『青天の霹靂』の試写会が行われ、劇団ひとりと大泉洋、柴咲コウが舞台挨拶を行った[12]。
  - 6月 - Breath Cafeにて『好きっていいなよ。』公開記念のコラボ・カフェが設置され、同月21日には同作に出演した足立梨花と西崎莉麻によるトークイベントが行われた[13]。
  - 12月 - スクリーン7に4DXを導入。
- 2016年（平成28年）11月4日と2017年（平成29年）2月24日に『真夜中のヒロインかよ!』と題したアイドルによるライブイベントが行われ、当時FES☆TIVEのメンバーだった青葉ひなりと桃原ひよ、鈴木ことねが「こと旦那 feats. DJスキップエイリアン from FES☆TIVE」として参加した[14][15]。
- 2019年（平成31年／令和元年）
  - 3月15日 - おのののかが『Bの戦場』上映時の舞台挨拶に登壇[16]。
  - 10月21日 - 韓国のアニメ映画『スプーキッズ ザ・ムービー』の試写会が行われ、日本語吹き替えに参加したわーすたの廣川奈々聖と松田美里が舞台挨拶を行う[17][注 2]。
- 2020年（令和2年） - 先述の緊急事態宣言の影響により、4月8日から[PR 8]5月31日まで臨時休業[PR 9]。翌2021年（令和3年）4月25日から[19]5月31日までも同様の措置により休館していた[20]。
- 2022年（令和4年）11月23日 - 『ある男』上映時に主演の妻夫木聡と脚本を手掛けた向井康介が舞台挨拶を行った[21]。

### スクリーン
開館当初はスクリーン1・10がDLP対応だったが、現在は全スクリーンがデジタルシネマ化されている。
| No. | 座席 | 座席           | 座席   | スクリーンサイズ(m) | スクリーンサイズ(m) | スクリーンサイズ(m) | スクリーンサイズ(m) | スクリーンサイズ(m) | スクリーンサイズ(m) | 備考        |
| No. | 座席 | 座席           | 座席   | シネスコ            | シネスコ            | ビスタ              | ビスタ              | スタンダード        | スタンダード        | 備考        |
| No. | 通常 | プレミア・ペア | 車椅子 | 縦                  | 横                  | 縦                  | 横                  | 縦                  | 横                  | 備考        |
| --- | ---- | -------------- | ------ | ------------------- | ------------------- | ------------------- | ------------------- | ------------------- | ------------------- | ----------- |
| 1   | 254  | 8（2×4）       | 2      | 5.15                | 12.30               | 5.20                | 9.62                |                     |                     | 3D対応      |
| 2   | 103  | 4（2×2）       | 2      | 4.68                | 11.18               | 4.83                | 8.94                |                     |                     |             |
| 3   | 106  | 6（2×3）       | 2      | 4.77                | 11.40               | 4.82                | 8.91                |                     |                     |             |
| 4   | 112  | 4（2×2）       | 2      | 4.32                | 10.32               | 4.27                | 7.89                | 4.45                | 6.10                |             |
| 5   | 66   | 4（2×2）       | 2      | 3.16                | 7.55                | 3.22                | 5.95                | 3.18                | 4.35                |             |
| 6   | 66   | 4（2×2）       | 2      | 3.16                | 7.55                | 3.22                | 5.95                | 3.18                | 4.35                |             |
| 7   | 104  |                | 0      | 4.77                | 11.40               | 4.82                | 8.91                |                     |                     | 4DX／3D対応 |
| 8   | 226  | 6（2×3）       | 2      | 5.92                | 14.16               | 6.08                | 11.24               |                     |                     |             |
| 9   | 94   | 6（2×3）       | 2      | 3.45                | 8.24                | 3.44                | 6.36                |                     |                     | 3D対応      |
| 10  | 393  | 12（2×6）      | 2      | 9.29                | 22.6                | 9.69                | 17.93               |                     |                     | 3D対応      |
| 11  | 74   | 4（2×2）       | 2      | 3.26                | 7.79                | 3.27                | 6.06                |                     |                     |             |
| 12  | 74   | 4（2×2）       | 2      | 3.26                | 7.79                | 3.27                | 6.06                |                     |                     |             |

## ギャラリー

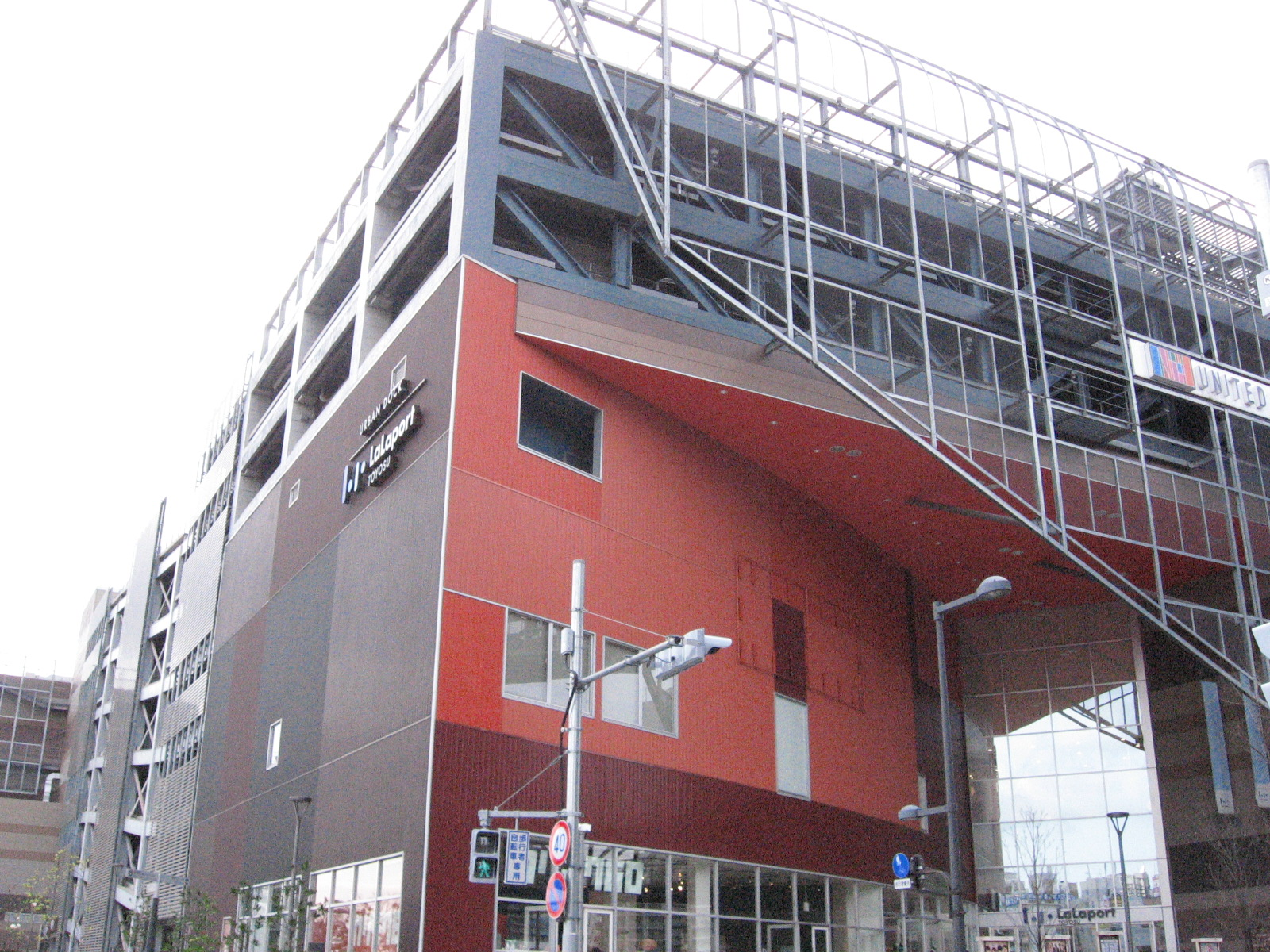
本館
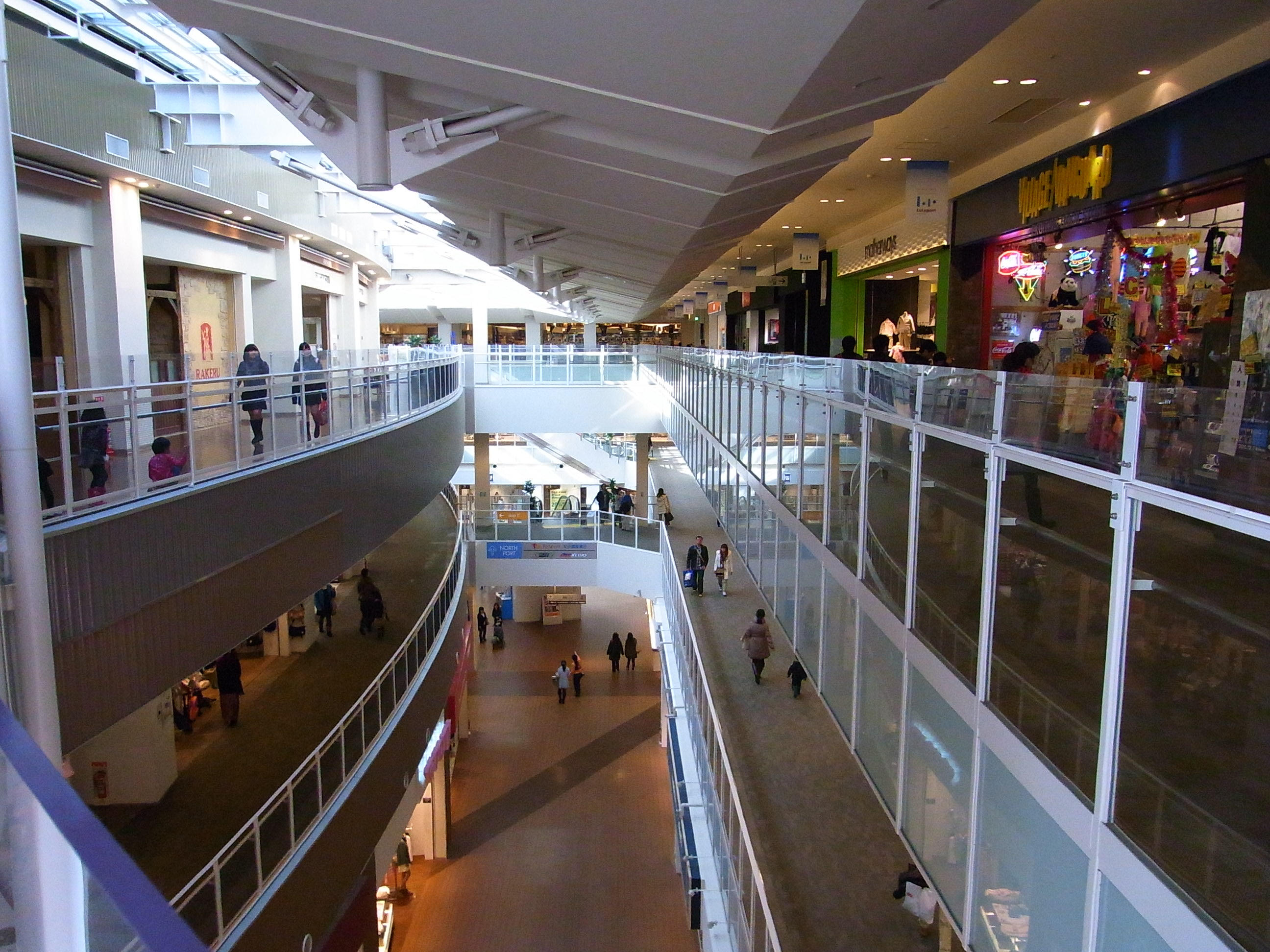
店内の様子（2011年2月9日撮影）
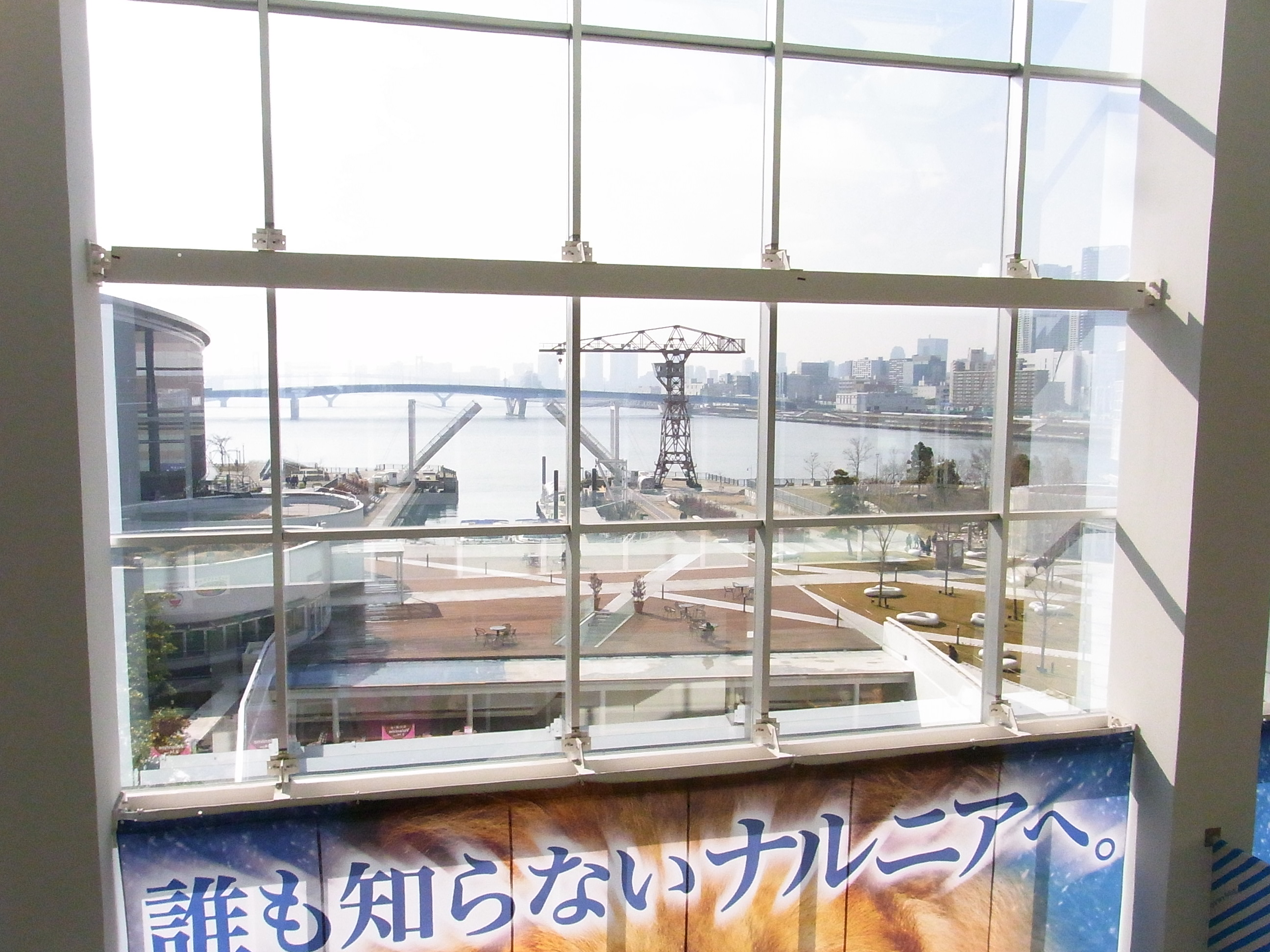
店内より屋外を見る（2011年2月9日撮影）
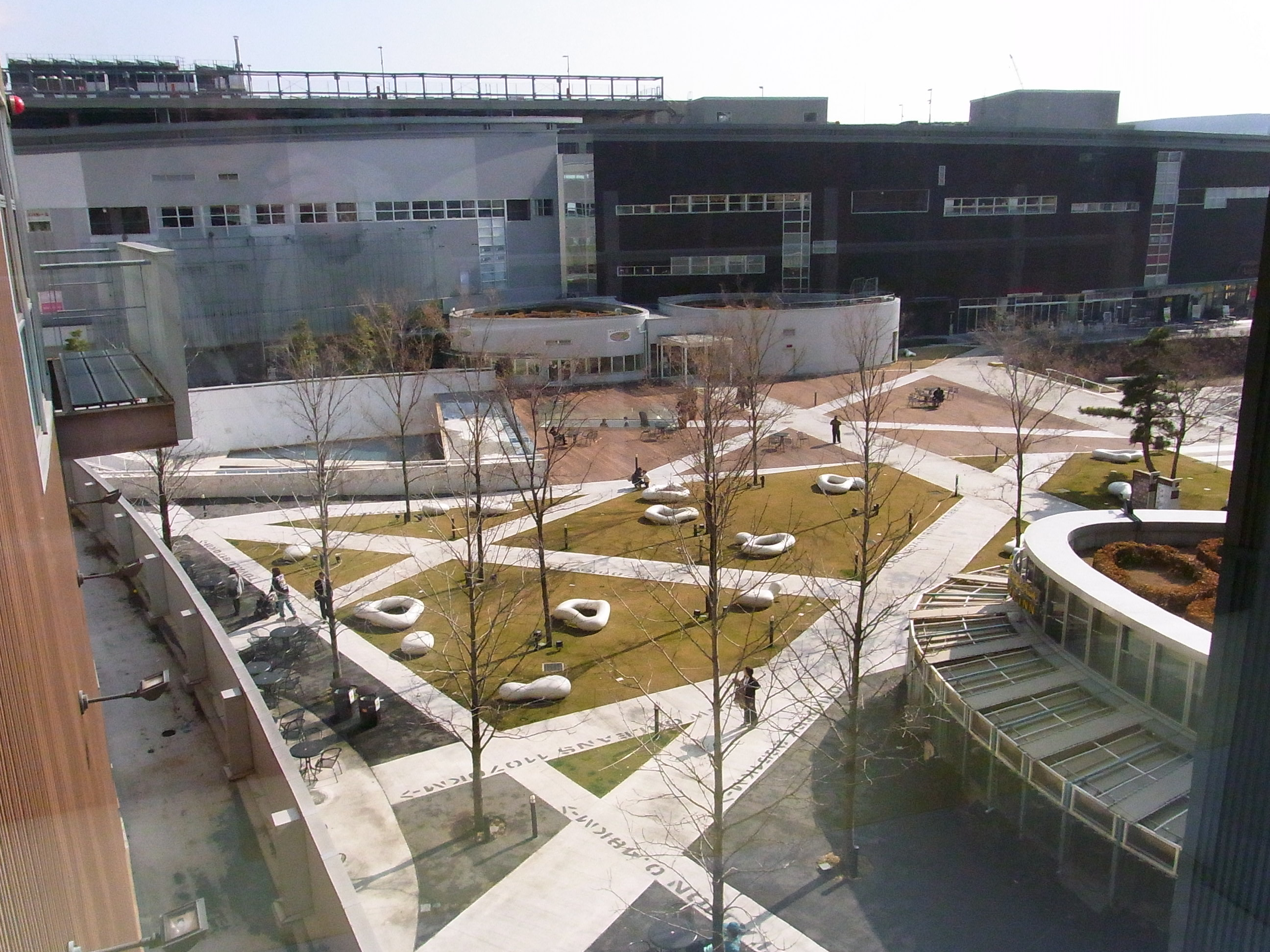
店内より屋外を見る（2011年2月9日撮影）
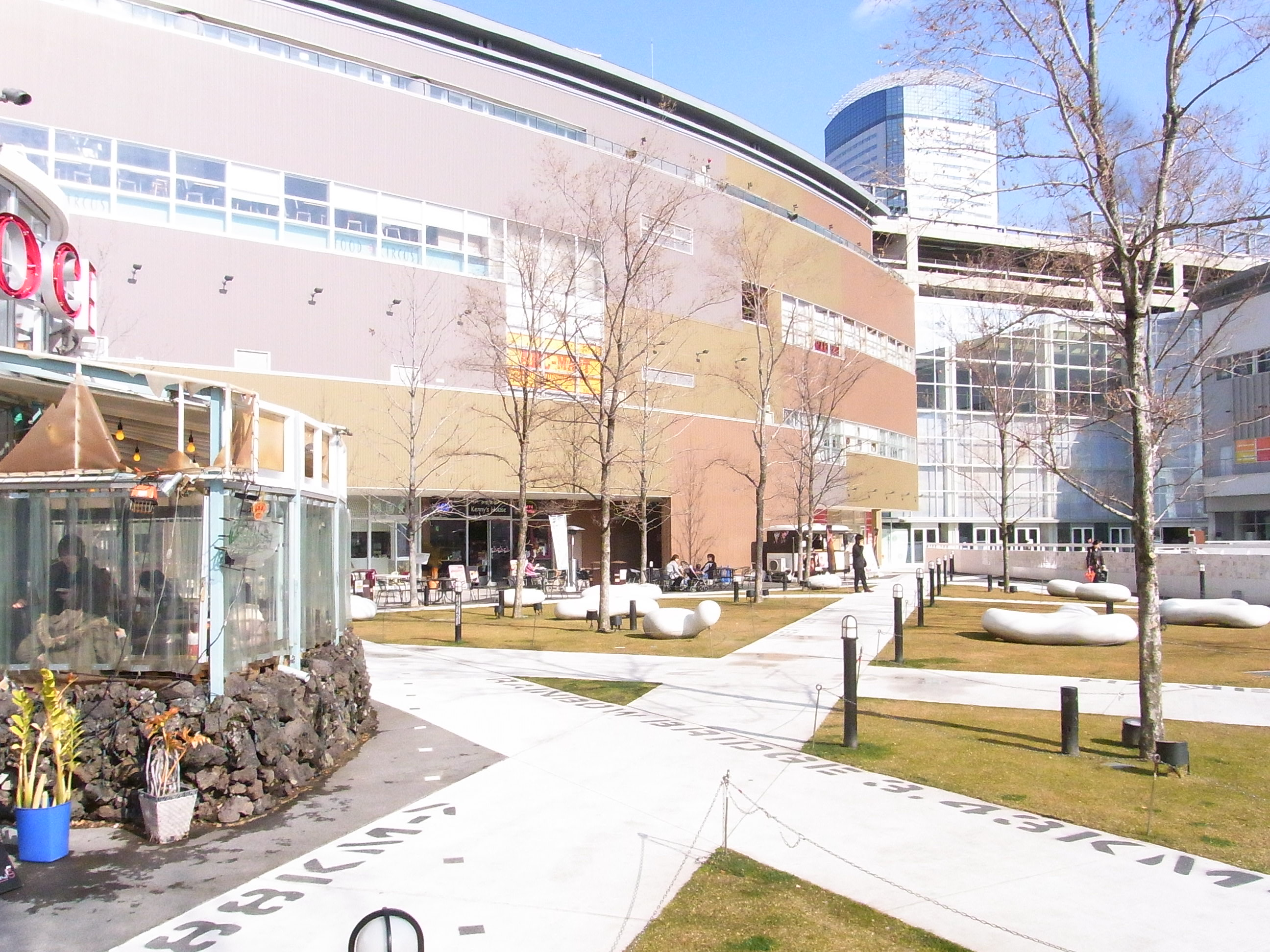
外観を見る（2011年2月9日撮影）
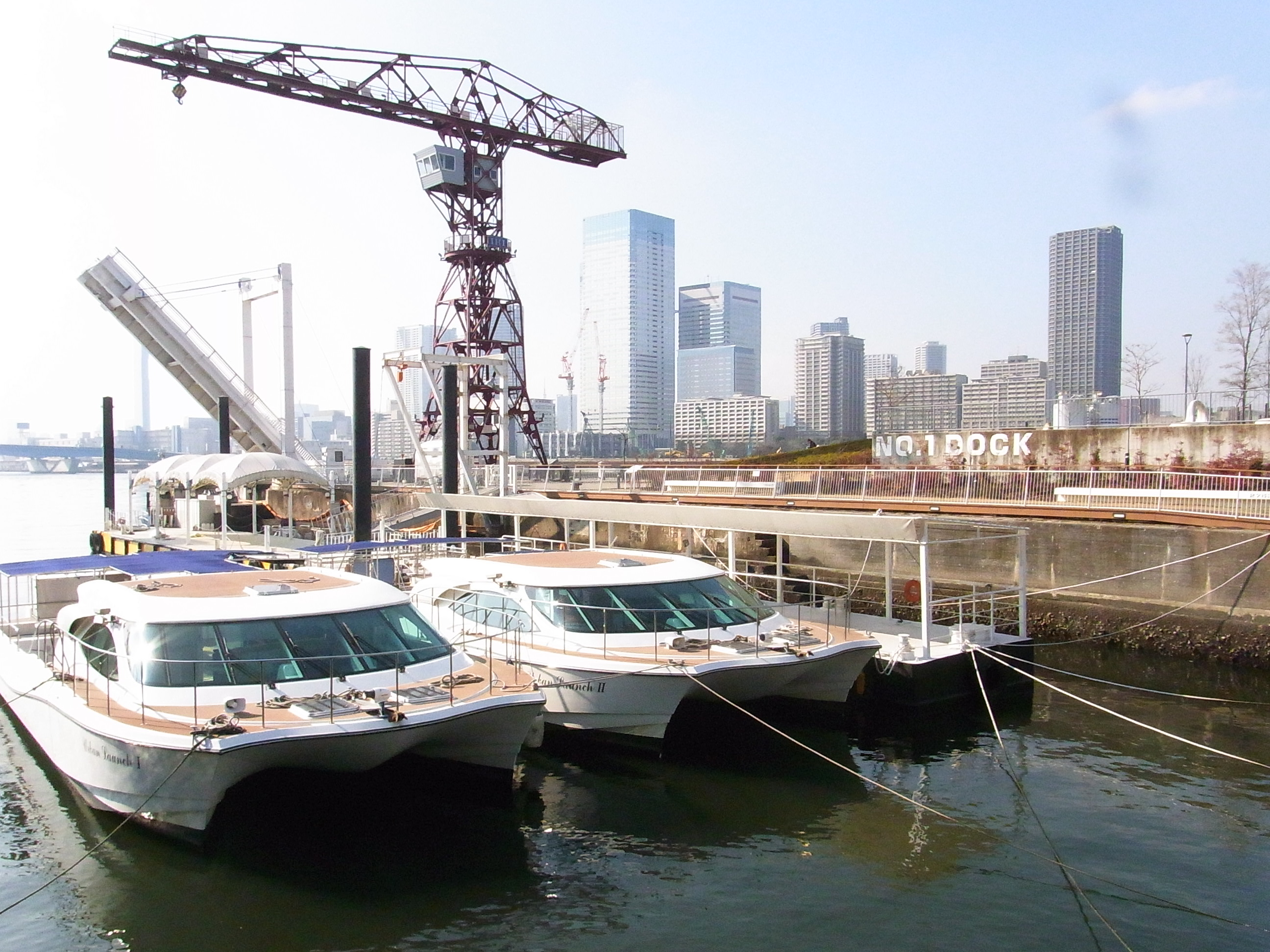
ドックと遊覧船（2011年2月9日撮影）
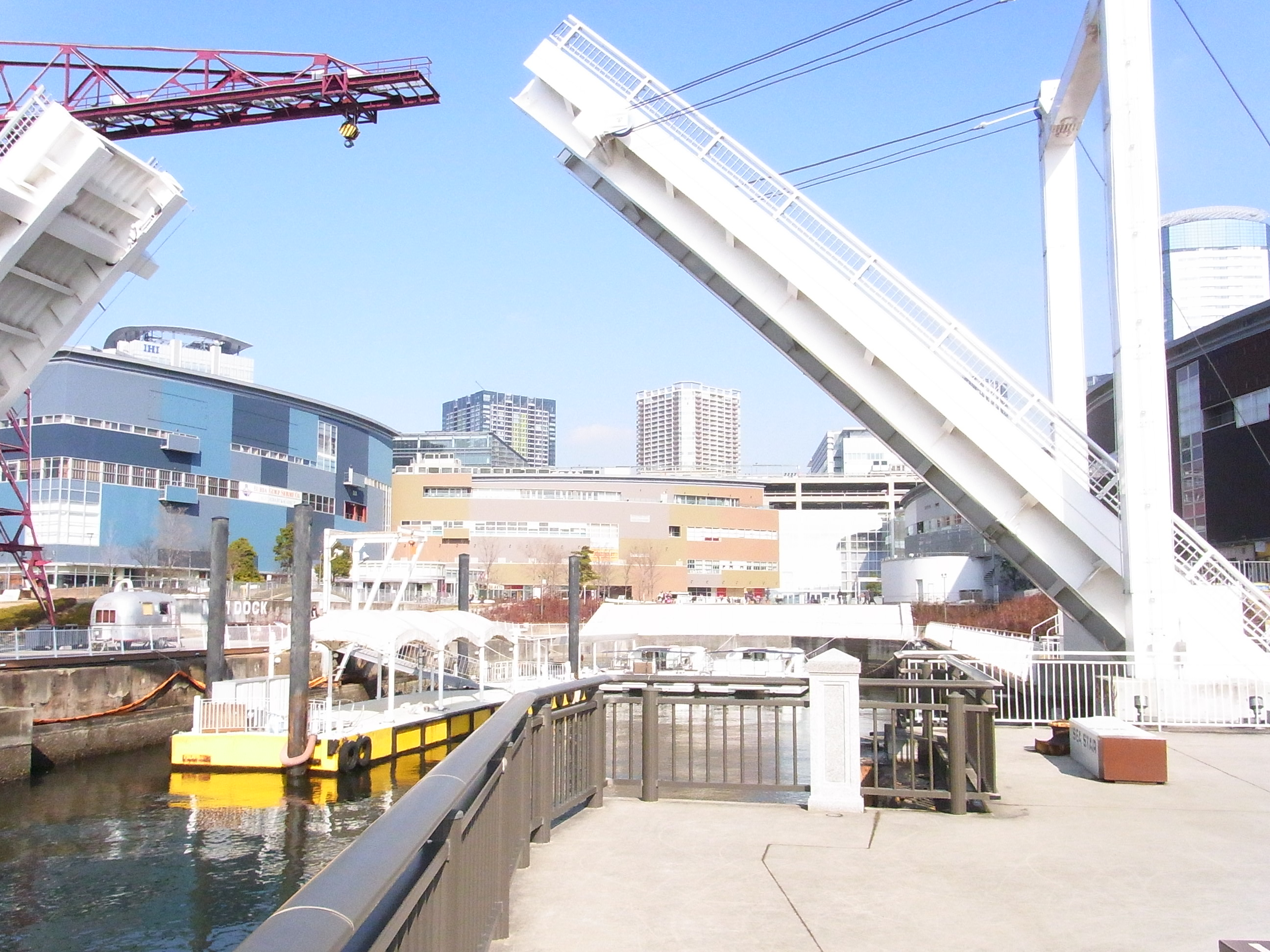
ドックから建物を見る（2011年2月9日撮影）
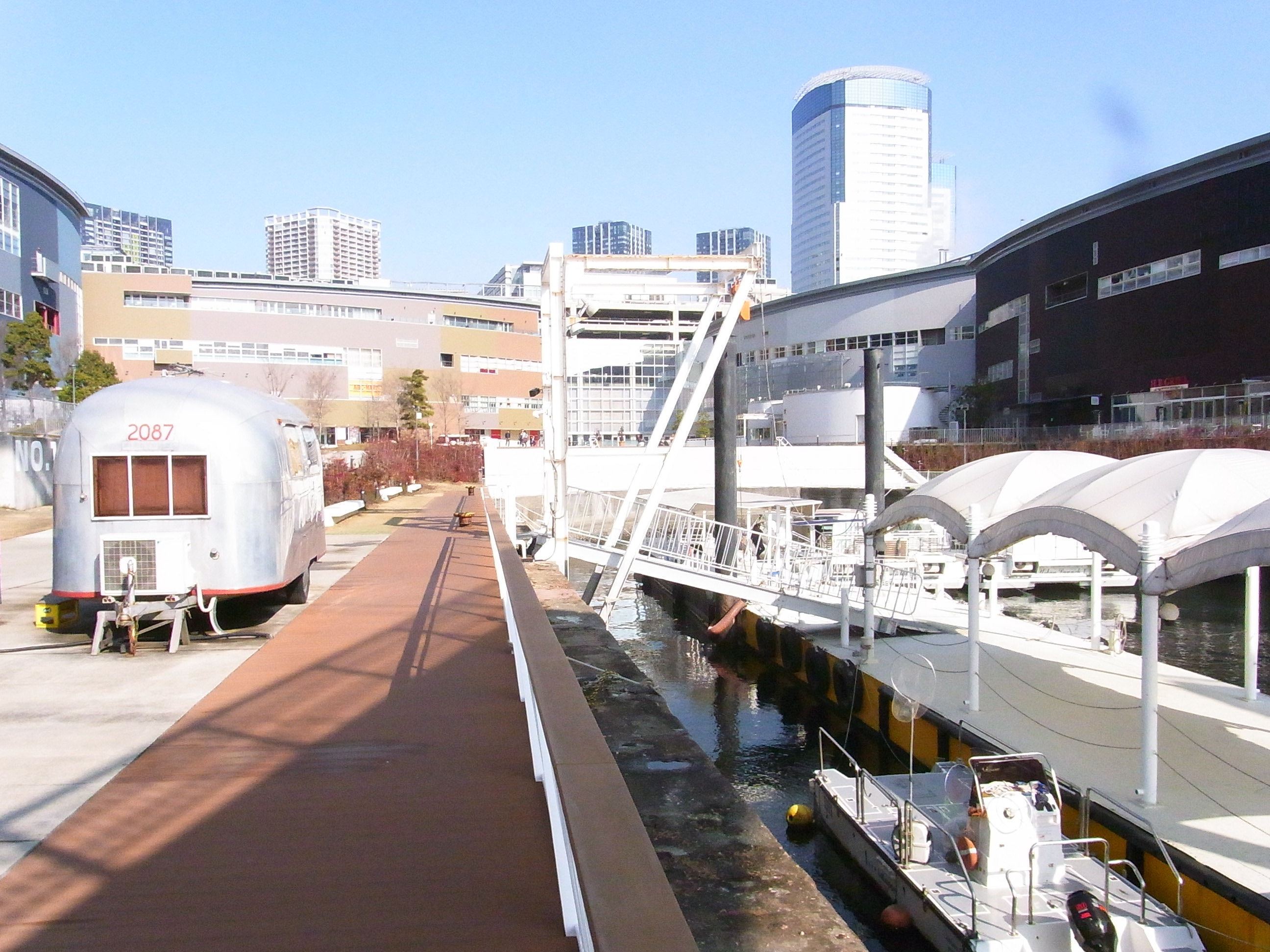
ドックから建物を見る（2011年2月9日撮影）

## 交通
- 東京メトロ有楽町線・ゆりかもめ豊洲駅直結。
- 都営バスでは「豊洲駅前」または「豊洲二丁目」停留所下車 。
- 東京BRT（晴海・豊洲ルート）では「豊洲」停留所下車。
- 駐車場（2,200台）とバイク専用駐輪場（50台）、自転車用駐輪場（1650台） が施設内にある。
- 敷地内に桟橋があり、水上バスによる海上からのアクセスも可能である。東京都観光汽船による「浅草・お台場直通ライン」（浅草吾妻橋 - お台場海浜公園 - 豊洲 - 浅草吾妻橋 ）、アーバンランチ（豊洲 - 台場 - 芝浦）が発着する。

## 周辺
- パークシティ豊洲
- 芝浦工業大学
- 晴海大橋
- 東京海洋大学海洋工学部
- チームラボプラネッツ TOKYO DMM.com
- がすてなーに ガスの科学館
- 豊洲公園
- 春海橋公園